# Spilmatisering
|  | Sammenskrivningsforslag Artiklerne Gamification, Spilmatisering er foreslået sammenskrevet. (Siden maj 2018) Diskutér forslaget |

Med spilmatisering menes, at et spil er lavet oven på en anden medieproduktion, f.eks. en bog, film eller tv-serie. Begrebet spilmatisere er opstået som et alternativ til det tidligere brugte "spilificere", der stammer fra den engelske betegnelse "gamification". Spilmatisere er taget fra den oftere brugte "filmatisere", som dækker det at tage en medieproduktion og indspille den som film. Begrebet blev introduceret fordi flere i spilbranchen ikke brød sig om ordlyden af spilificere. 